# Rugby a 15 nel 1923

## Attività Internazionale

### Tornei per Nazioni
|  | Cinque nazioni | Inghilterra |

### Match celebrativo
Il 1º novembre si disputa a Rugby, nel cortile della Rugby School un match celebrativo di portata storica: nel luogo dove la leggenda dice sia nato il gioco del rugby si affrontano due selezioni: una formata da giocatori inglesi e gallesi e una da giocatori irlandesi e scozzesi.

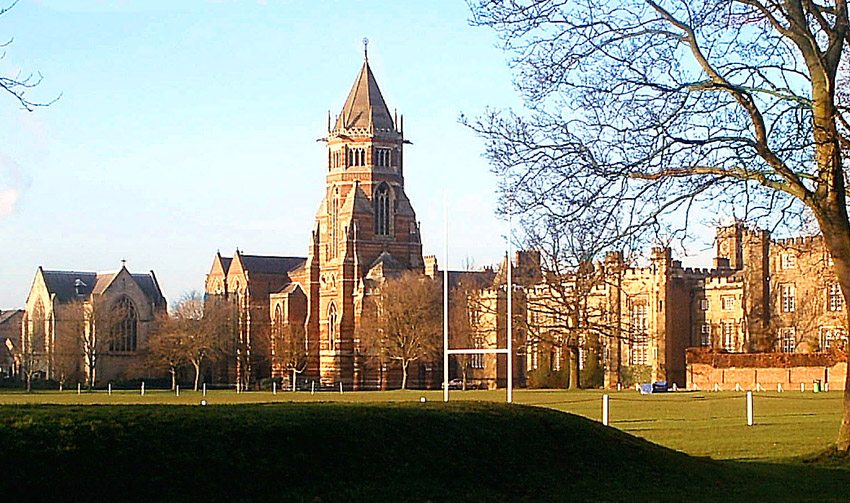
La Rugby School

| 1º novembre 1923 | Inghilterra e Galles | 21 –16 | Scozia e Irlanda | Rugby School Ground |

### I Tour
- La selezione di Giocatori Maori di rugby a 15, eredi del “Natives” che girarono l'Europa del 1888-89, visitano l'Australia per la seconda volta in due anni. Se l'anno prima avevano vinto due partite su tre, questa volta subiscono tre sconfitte

- La selezione del Nuovo Galles del Sud si reca invece in tour in Nuova Zelanda. Subisce tre pesanti soncfitte contro gli All Blacks

## Barbarians
Il Club ad Inviti dei Barbarians disputa i seguenti incontri:
| Northampton 1º marzo 1923 | East Midlands | 3 – 14 | Barbarians |  |

| Penarth 30 marzo 1923 | Penarth RFC | 5 – 19 | Barbarians |  |

| Cardiff 31 marzo 1923 | Cardiff RFC | 14 – 20 | Barbarians | Arms Park |

| Swansea 2 aprile 1923 | Swansea RFC | 0 – 23 | Barbarians | (Saint Helen's) |

| Neath 3 aprile 1923 | Neath RFC | 16 – 5 | Barbarians | The Gnoll |

| Leicester 27 dicembre 1923 | Leicester Tigers | 3 – 5 | Barbarians | (Welford Road) |

## Campionati Nazionali
| Argentina            | Camp. di Buenos Aires | CASI                          |
| Francia              | Campionato 1922-23    | Stade Toulousain              |
| Nuovo Galles del Sud | Shute Shield          | Sydney University             |
| Nuova Zelanda        | Ranfurly Shield       | Hawke's Bay detentore 1922-27 |
| Romania              | Campionato            | TC Roman                      |
| Sudafrica            | Currie Cup:           | non disputata                 |